# Malkasten
Malkasten (tyska för: målarlåda) är en konstnärsförening i Düsseldorf, Tyskland. Den grundades 6 mars 1848 och finns kvar även i vår tid. Malkasten grundades främst som ett forum för de konstnärer som var kritiska mot stadens konstakademi, Kunstakademie Düsseldorf. Akademin förespråkade ett historiemåleri som anknöt till nasarenerna. Oppositionen i Malkasten lade istället stor vikt vid realism och genremåleriet.